# بوگوروسلانوفکا
بوگوروسلانوفکا (انگلیسی: Buguruslanovka) یک شهرک در شهرستان استرلیتاماکسکی استان باشقیرستان کشور روسیه است.